# Nueva Independencia, Villaflores
Nueva Independencia är en ort i Mexiko.   Den ligger i kommunen Villaflores och delstaten Chiapas, i den sydöstra delen av landet, 700 km sydost om huvudstaden Mexico City. Nueva Independencia ligger 1 327 meter över havet och antalet invånare är 123.
Terrängen runt Nueva Independencia är kuperad åt nordost, men åt sydväst är den bergig. Runt Nueva Independencia är det ganska glesbefolkat, med 24 invånare per kvadratkilometer. I omgivningarna runt Nueva Independencia växer i huvudsak städsegrön lövskog.